# Liste des aéroports au Soudan du Sud

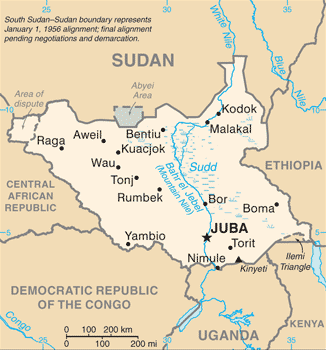
Carte du Soudan du Sud

Voici une liste des aéroports au Soudan du Sud, triés par emplacement.
Le Soudan du Sud, officiellement la République du Soudan du Sud, est un pays enclavé du centre-est de l'Afrique bordé par l'Éthiopie à l'est, le Kenya au sud-est, l'Ouganda au sud, la République démocratique du Congo au sud-ouest, la République centrafricaine à l'ouest et le Soudan au nord. La capitale et la plus grande ville du Soudan du Sud est Djouba. Le pays est divisé en 10 états.

## Aéroports
Les noms d'aéroport indiqués en gras indiquent que ceux-ci possèdent un service régulier assuré par des compagnies aériennes commerciales.
| Ville             | État                  | OACI | IATA | Nom                                    |
| ----------------- | --------------------- | ---- | ---- | -------------------------------------- |
| Aéroports publics |                       |      |      |                                        |
| Adareil           | Nil oriental (en)     |      | AEE  | Piste d'atterrissage d'Adareil         |
| Akobo             | Bieh (en)             | HSAK |      | Aéroport d'Akobo (en)                  |
| Aweil             | Aweil                 | HSAW |      | Aéroport d'Aweil (en)                  |
| Bentiu            | Liech du nord (en)    | HSBT |      | Aéroport de Bentiu (en)                |
| Bor               | Jonglei               | HSBR |      | Aéroport de Bor (en)                   |
| Duar              | Fangak (en)           |      |      | Piste d'atterrissage de Thar Jath (en) |
| Gogrial           | Gogrial (en)          | HSGO |      | Aéroport de Gogrial (en)               |
| Djouba            | Jubek (en)            | HSSJ | JUB  | Aéroport de Djouba                     |
| Kajo Keji         | Rivière Yei (en)      | HSKJ |      | Piste d'atterrissage de Kajo Keji (en) |
| Kapoeta           | Namorunyang (en)      | HSKP |      | Aéroport de Kapoeta (en)               |
| Malakal           | Nil oriental (en)     | HSSM | MAK  | Aéroport de Malakal                    |
| Maridi            | Maridi (en)           | HSMD |      | Aéroport de Maridi (en)                |
| Nimule            | Imatong (en)          | HSNM |      | Aéroport de Nimule (en)                |
| Paloich (en)      | Nil oriental (en)     | HSFA |      | Aéroport de Paloich (en)               |
| Pachella          | Boma (en)             | HSPA |      | Aéroport de Pochalla (en)              |
| Pibor             | Boma (en)             | HSPI |      | Aéroport de Pibor (en)                 |
| Raga              | Lol (en)              | HSRJ |      | Aéroport de Raga (en)                  |
| Renk              | Nil oriental (en)     | HSRN |      | Aéroport de Renk (en)                  |
| Rumbek            | Lacs occidentaux (en) | HSMK | RBX  | Aérodrome de Rumbek                    |
| Tonj              | Tonj (en)             | HSTO |      | Aéroport de Tonj (en)                  |
| Torit             | Imatong (en)          | HSTR |      | Aéroport de Torit (en)                 |
| Tumbura           | Gbudwe (en)           | HSTU |      | Aéroport de Tumbura (en)               |
| Wau               | Wau (en)              | HSWW | WUU  | Aéroport de Wau (en)                   |
| Yambio            | Gbudwe (en)           | HSYA |      | Aéroport de Yambio (en)                |
| Yei               | Rivière Yei (en)      | HSYE |      | Aéroport de Yei (en)                   |
| Yirol             | Lacs de l'Est (en)    | HSYL |      | Aéroport de Yirol (en)                 |